# Homapoderus zairicus
Homapoderus zairicus es una especie de coleóptero de la familia Attelabidae.

## Distribución geográfica
Habita en República Democrática del Congo.